# József Hunics
József Hunics (ur. 10 marca 1936 w Ráckeresztúr, zm. 27 lipca 2012 w Budapeszcie) – węgierski kajakarz, kanadyjkarz, brązowy medalista olimpijski z Melbourne.
Zawody w 1956 były jego jedynymi igrzyskami olimpijskimi. Był trzeci na dystansie 10000 metrów. Partnerował mu Imre Farkas. Był medalistą mistrzostw Europy – w 1957 zdobył brąz na dystansie 1000 metrów w C-2, w 1959 był w tej konkurencji zwycięzcą i zajął drugie miejsce w C-2 na dystansie 10000 metrów.